# Karl Gustafsson

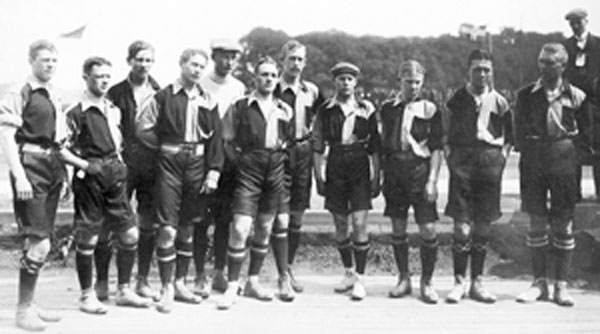
Première apparition de l'équipe nationale de Suède en 1908. Thor Eriksson, Gustaf Bergström, Karl Gustafsson, Nils Andersson, Ove Erickson, Thodde Malm, Erik Börjesson, Kalle Ansén, Sven Olsson, Erik Bergström et Hans Lindman.

Karl « Köping » Gustafsson (16 septembre 1888 à Köping, Västmanland – 20 février 1960) est un joueur de football international suédois, évoluant au poste d'attaquant. Il participe aux Jeux olympiques d'été de 1908, 1912, 1920 et 1924.

## Biographie
Karl Gustafsson a commencé sa carrière de footballeur dans l’équipe première du club d’IFK Köping à l’âge de quinze ans. Il devint avec les années un buteur en série. Dans un match du championnat de district contre le club de Sala, Köping menait après la première mi-temps par 4 buts à zéro et tous les attaquants avaient marqués sauf Karl Gustaffson. Évidemment, il subit des moqueries et des sarcasmes à la mi-temps. Karl Gustaffson répondit en en marquant 10 lors de la seconde période. Un autre exemple est la victoire de l’IFK Köping en 1906 contre Arboga en championnat de district sur le score de 17-0. Là, il devint le plus grand buteur de tous les temps en un match avec 12 réalisations à lui seul sur l’ensemble des deux périodes.
Le premier match de l’équipe nationale de Suède eut lieu le 12 juillet 1908 contre la Norvège, à Göteborg. Menée après seulement 30 secondes de jeu, la Suède revient au score dans le premier quart d'heure par Karl Gustavsson qui devient du même coup le premier but de l’histoire de l’équipe nationale. La Suède remporte finalement la rencontre par 11 buts à 3, le 9e but suédois étant également l'œuvre de Gustafsson.
Karl « Köping » Gustafsson participa à trois olympiades, en 1908, 1912 et 1920. Il fit même partie de la réserve pour les Jeux de 1924.
Karl Gustafsson voyagea en janvier 1913 en Angleterre pour étudier le football et signa comme amateur avec le club de Leicester où il joua 11 matchs. À cette période, les matchs internationaux se généralisent à travers l’Europe. L’intérêt pour le football en Suède a augmenté et lorsque la Suède bat, à la surprise générale, le Danemark en 1916 devant 20 000 spectateurs par 4 à 0, tout le pays ne parla plus que de football et Stockholm tomba dans l’ivresse de la victoire après le match.
Karl Gustafsson fut à l’origine de plusieurs statistiques notables aux cours de ses matchs et sa carrière est impressionnante. Il gagna 296 matchs, en perdit 232 et prit part à 107 matchs nuls pour un total de 635 matchs joués. 32 matchs internationaux dont 7 aux Jeux olympiques, 44 matchs de championnat national et 66 matchs internationaux amicaux, pour un total de 483 buts marqués. 
Karl Gustafsson est aussi un des premiers qui reçut une récompense Stora Grabbar (sv) en football.
Après avoir mis un terme à sa carrière il ouvrit un magasin de sport qui devint rapidement connu dans toute la Suède. 
En plus de cela, il fut dirigeant dans une quinzaine d'institutions, il fut notamment président du Köping IS, membre de la fédération sportive du Västmanland-Närke et, plus surprenant, président entre 1938 et 1940 de la première section de Hockey sur glace du Västmanlands IF et membre du directoire de club de catch de Köping ! Il a également entraîné une trentaine de clubs, parmi lesquels 24 étaient situés dans le Västmanland.

## Carrière
- IFK Köping : 1908
- Köping IS : 1912
- Leicester : 1913
- Djurgårdens IF : 1916-1920

## Palmarès
- Championnat de Suède: 1917 et 1920
- Finaliste du championnat de Suède: 1916 et 1919
- Championnat de District: 5
- Nomination posthume au Hall of Fame suédois 2003